# تروفيو لايقويليا 2015

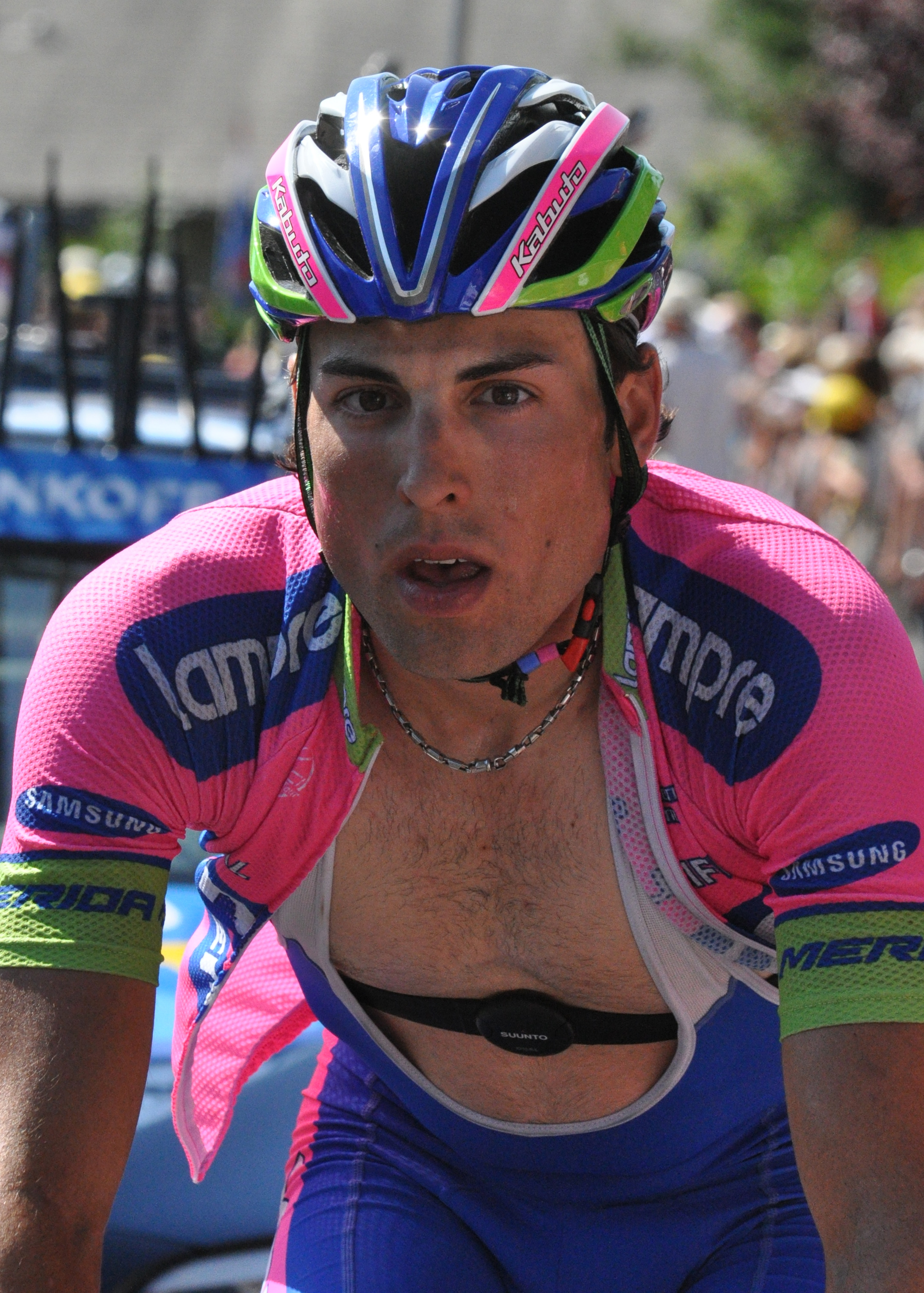

تروفيو لايقويليا 2015 (بالإيطالية: Trofeo Laigueglia 2015 )‏ هو سباق دراجات هوائية، وهو الموسم رقم 52 من نفس السباق، وأقيم في 19 فبراير 2015، وامتدّ لمسافة 191.8 كيلومتر، وهو أحد سباقات طواف أوروبا للدراجات 2015، وهو من نوع سباق يوم واحد، وقد شارك في السباق 157 متسابقاً، ووصل إلى نهايته 121 متسابقاً.
فاز فيه بالمركز الأول دافيد سيمولاي، وبالمركز الثاني فرانسيسكو جافازي، وبالمركز الثالث Alexey Tsatevich ‏.

## الفرق
| فرق عالمية (5)- AG2R La Mondiale - BMC Racing - Cannondale-Garmin - Katusha - Lampre-Merida فرق قارية محترفة (9)- أندروني جوكاتولي-سيدرمك 2015 ‏ - Bardiani CSF - Bretagne-Séché Environnement - Colombia (cycling team) ‏ - Cult Energy Pro Cycling ‏ - Europcar - نيبو-فيني فانتيني-يوربا أوفيني ‏ - تيم نوفو نورديسك ‏ - ساوث إيست 2015 ‏ فرق قارية (5)- D'Amico–UM Tools ‏ - GM Europa Ovini ‏ - Team Idea 2010 ASD ‏ - MG.K vis Colors for Peace ‏ - Trevigiani Phonix–Hemus 1896 ‏ فريق وطني- فريق إيطاليا لركوب الدراجات 2015 ‏ |  |
| |  |

## وصلات خارجية
- الموقع الرسمي
- تروفيو لايقويليا 2015 على موقع إحصائيات الدراجات الإحترافية (الإنجليزية)
- تروفيو لايقويليا 2015 في موقع Cycling Archives سايكلنج أركايفز